# ミールワーム

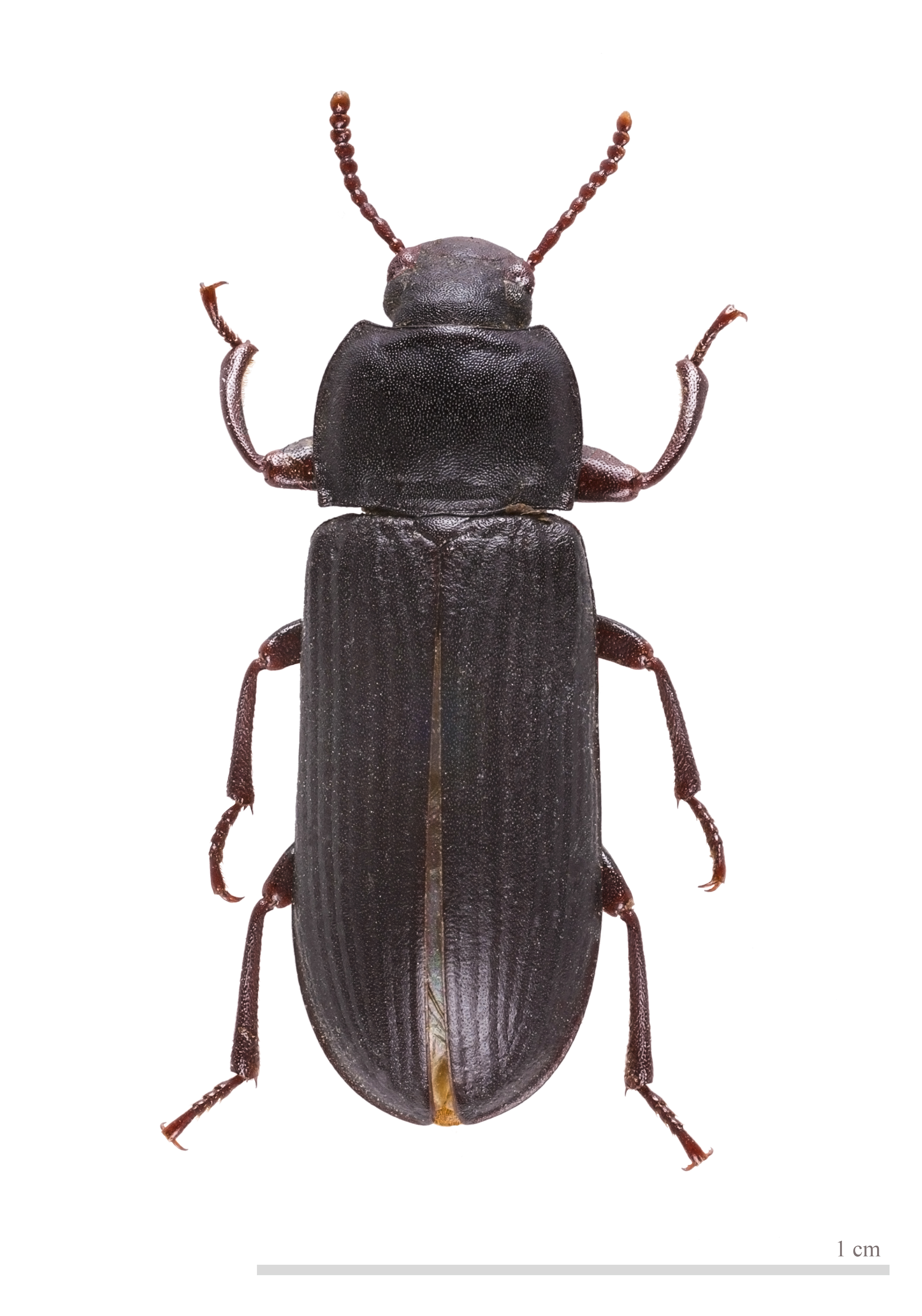
チャイロコメノゴミムシダマシの成虫

ミールワーム（Mealworm）（あるいはミルワーム、ミルウォーム、ミールウォーム）は、飼育動物の生餌とするために飼育・増殖されているゴミムシダマシ科の甲虫の幼虫の総称である。

## 概要
ゴミムシダマシ科の構成種には、穀物倉庫などで貯穀害虫となっている種がいくつも知られている。こうした昆虫は本来乾燥した土地で地表に落ちたイネ科植物の種子や腐植質、動物の死体などを食べて生活していたものが、人間が食物を貯蔵するようになると屋内に生活圏を広げたものと考えられている。
このように屋内生活に適応した昆虫は人工的な飼育環境に適応しやすく、容易に大量増殖ができるため、実験動物や生餌飼料として飼育されることがある。特にゴミムシダマシ科の昆虫の中型種、大型種の幼虫の大きさは、生餌が必要な小鳥、爬虫類、両生類などの餌として好ましい大きさであり、また幼虫期間が長いため、一年中餌としての供給が可能である。そのため古くからペットや動物園、研究施設における飼育動物の生餌飼料としての飼育が行われており、ミールワームと呼ばれてきた。

## 利用
主として動物園やペット飼育の現場で生餌として利用されるほか、一部がモデル生物として生物学研究の場で用いられる。飼料としての利用には、硬い外皮に覆われているため、脱皮直後の外皮が白く柔らかい個体を与えるのが良いとされる。栄養価はカロリーこそ高いものの、ミネラルなどの栄養バランスは必ずしも良いとはいえない。特に、ミールワームを主要な生餌として与える機会の多い爬虫類や両生類のような脊椎動物は、リン酸カルシウムで構成された内骨格を持つため、リンとカルシウムの摂取バランスが重要であり、多くの場合はリン：カルシウム＝1：1.5が望ましいとされているが、ミールワームは リン：カルシウム＝14：1でリンとカルシウムの比率が著しく悪いため、カルシウムの摂取上好ましくない面がある。そのため、飼料として使う際には炭酸カルシウムの粉末を表面に塗してミネラルバランスを矯正する方法（ダスティング）や、あらかじめミールワームに野菜屑やドッグフードなどを餌として与えておき、間接的にビタミンなどの含有量を上げる方法（ガットローディング）がよく用いられる。なお、昆虫食の爬虫類や両生類への飼料としては、ミールワーム同様に室内での飼育繁殖技術が確立されており、なおかつ栄養バランスが良好とされるフタホシコオロギやヨーロッパイエコオロギのようなコオロギが中心である（余談だが、これは日本での例であり、植物防疫法がない諸外国ではコオロギと同じ頻度で、バッタやゴキブリが飼料として普通に流通している）。そのため、ミールワームはおやつのような位置付けをされることが多い。
しかし、芋虫やナメクジといった地面をはいずり回る小動物を嗜好する種については、動きが似ているミールワームへの反応が良好であり、上記の理由から主食としての利用は勧められないが、飼育初期の餌付けには有効である。また、コオロギと比べてカロリーが高いことから、痩せた個体に与えて復調させるのにも良い。
飼料として与える際の注意点としては、獲物を咀嚼する爬虫類はともかく、獲物を丸呑みする両生類においては体内で内臓を食い破る被害例（特にジャイアントミールワーム）があり、頭部を潰して飼育動物への危害を封じるか、両生類には与えないように注意する必要がある。爬虫類でも咀嚼しきれないまま呑みこむ可能性があるため、頭部を潰しておくに越したことはない。
同じ脊椎動物でも昆虫食の鳥類や哺乳類の場合、多様な餌メニュー、たとえば小鳥の場合だと、日本では伝統的にさまざまな栄養バランスを配慮したすり餌を与えてきたし、小型霊長類のような哺乳類の場合には生餌の昆虫と同時に果物や野菜なども共に与えるのが普通であるため、生きた昆虫を主食にするような爬虫類や両生類の飼育のように、ミールワームの栄養バランスの問題が取り上げられることは多くない。与える際も、啄みや咀嚼、手足で引きちぎるなどの行動をする両者では、被害に特に神経質になる必要もない。
その一方、サシガメや肉食性のアリ、ジグモやサソリモドキなど、一部の肉食性昆虫並びに蛛形類の飼育において、ほとんどミールワームを主食にして飼育繁殖が成り立っているような例もある。
2015年には、ミールワームに発泡スチロールを食べて分解する能力があることが、スタンフォード大学の研究者チームによって発見された。発泡スチロールはミールワームの腸内微生物によって堆肥と二酸化炭素に分解され、排出されていることが分かっている。

## 飼育

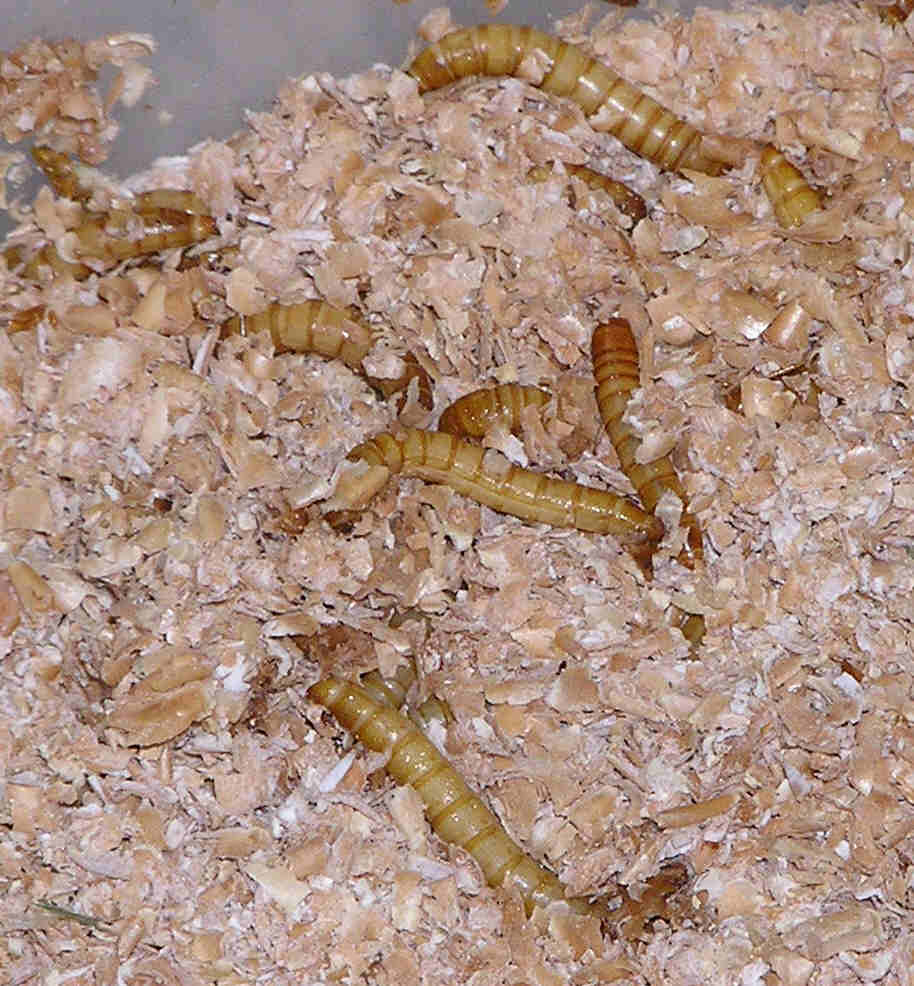
ふすまの中で飼育中のミールワーム（チャイロコメノゴミムシダマシの幼虫）

ミールワームは基本的に、小麦を製粉するときに分離されるぬかや、パンを粉状に砕いたパン粉を飼料として与えて増やすことができる。飼育容器の中にぬかやパン粉をある程度の厚さに敷き、そこに幼虫や成虫を放せば、幼虫は内部に潜り、成虫は表面を歩き回って生活を始める。ぬかの表面の半分ぐらいを布などで覆うとなおよい。
湿度が高い環境では頻繁に真菌に感染し死亡する。死亡個体は幼虫からサナギ、成虫まで全てが黒く変色し刺激に反応を示さなくなる。放置すると共食いにより感染が拡大し容易に飼育容器内の全滅を招くため、早期に死亡した個体を取り除くことが重要である。
産卵は雌が尾端を伸張してぬかの内部に差し込み、微小な粘着性のある柔らかな卵を産み込む。ただし、動物園などでは栄養価を高めるために、ニンジン、ジャガイモ、菜っ葉類のような生の新鮮な野菜などを、ミールワームの幼虫が潜っている飼育容器内のふすまの表面に置くなどして摂食させている。成虫、幼虫ともに雑食性であり、コメノゴミムシダマシの幼虫は鶏糞に発生したハエの幼虫を捕食するという報告もあるぐらいであり、植物質とともに、与えればキャットフードや煮干しなどの動物質も盛んに摂取する。そのため飼育容器内で蛹になったもの(特に蛹化直後のもの)をそのまま放置すると、すぐに幼虫や成虫の捕食対象となり共食いを引き起こすので、増殖を行うときには蛹になったものから他の容器に移さなければならない。
ツヤケシオオゴミムシダマシの幼虫は雑食性が強く、主飼料のふすまに加えて野菜くずを与えるのみならず、動物性蛋白質を与えなければ成長は難しく、幼虫同士の共食いも見られるとされる。また、比較的多湿環境を好むこともあって、ふすまではなくクワガタムシの飼育に使うような腐植土や朽木を粉砕したフレークを湿らせて住み場所兼餌とし、さらに野菜くずや動物性蛋白質を含む小動物用配合飼料を補助的な餌として用いて飼育することも多い。

## 旧来のもの
ミールワームとして古くから飼育されているのはコメノゴミムシダマシ（Tenebrio obscurus Fabricius, 1792）、チャイロコメノゴミムシダマシ（T. molitor Linnaeus, 1758）の2種である。日本国外でミールワームといった場合普通後者を指し、後者のみが分子生物学や分子遺伝学の研究にも使われる。
前者は高温に強く熱帯から温帯に広く分布するが、元来はインド原産と考えられている。日本でも、貯穀害虫としてすでに野生化しているが、日本国内では商業的な増殖や流通は行われていない。幼虫の体色が暗い色調の褐色であるため、「ダーク・ミールワーム」と呼ばれている。
一方、後者は低温に強く温帯の冷涼な地域に広く分布するが、元来はヨーロッパ原産と考えられている。日本では、貯穀害虫として野生化しているという確実な報告はほとんどなく、野生化の現状は不明である。日本国内で古くから商業的に増殖され、主としてミルワームの商品名で流通しているミールワームは、このチャイロコメノゴミムシダマシの幼虫である。幼虫の体色が黄褐色であるため、「イエロー・ミールワーム」と呼ばれる。また日本国内で単にミールワームといえば、ほぼこの種を指していると考えてよい。
これらの2種が小動物の餌として飼育増殖されるようになったのは20世紀に入ってからと推定されており、また商品化されて販売されるようになったのは第二次世界大戦以後のことであるらしい。
チャイロコメノゴミムシダマシの成虫はお尻から悪臭を放つため、餌としての価値が無くなってしまうため、餌用はサナギのうちに処理した方がいい。
また、水でよく洗って油で揚げるか茹でるなどをして人間が食べることも可能。

## 新顔
鳥類の餌として1990年代になって登場し、それ以後日本でも流通量が増えているのが中南米原産で、以前からアメリカ合衆国に増殖業者が多かったツヤケシオオゴミムシダマシ（Zophobas atratus Fabricius, 1775）（Zophobos Morio）の幼虫である。
コメノゴミムシダマシやチャイロコメノゴミムシダマシよりも大型であり、それらの幼虫の体長が最大17mm前後なのに対し、ツヤケシオオゴミムシダマシは40mm余りにも達する。そのため、「ジャンボミールワーム」、「ジャイアントミールワーム」（Giant mealworm）、「キングミールワーム」、「スーパーミールワーム」などといった大きさをアピールする商品名で流通している。学名は、シノニムのZ. morio（Fabricius, 1776）も、特にアメリカの増殖業者の間でよく使われている。ペットショップやホームセンターで購入できる。価格は、1匹あたり10 - 30円ほどである。
1990年ごろに中国の業者の手を経て日本に導入され始め、1995年ごろから日本国内でも増殖業者によって飼育されたものが流通するようになったといわれている。こうした経緯から、日本への導入は密輸であったと推定されている。もともと日本国内に分布していない種であるため和名はなかったが、釣り餌用昆虫の流通状況を調査していた昆虫学者、梅谷献二がこの虫の正体に関心を持ち、ゴミムシダマシ科の専門家である安藤清志に飼育して得た成虫を同定依頼した際に、安藤の提案でツヤケシオオゴミムシダマシの和名が与えられた。
これらのほかに、類似した生態のコクヌストモドキ（Tribolium castaneum Herbst, 1797）、ガイマイゴミムシダマシ（Alphitobius diaperinus Panzer, 1797）のような何種かのゴミムシダマシ科の甲虫が、飼育動物の飼料、あるいはモデル生物として研究所や動物園といった専門的機関において飼育繁殖されているが、ペット産業や趣味的動物飼育の世界では一般的ではない。